# Kúvingafjall
Kúvingafjall ist der Name des höchsten Berges auf der färöischen Insel Kunoy. Er erreicht eine Höhe von 830 Metern und ist damit der vierthöchste Berg der Färöer.
Der Gipfel ist etwas nördlich der Inselmitte gelegen. Nördlich von ihm befindet sich der 825 Meter hohe Berg Teigafjall und südöstlich von ihm der 805 Meter hohe Berg Middagsfjall. Auf der zu den Nordinseln zählenden Insel Kunoy finden sich allein sechs von den zehn über 800 Meter hohen Gipfeln der Färöer. Damit ist Kunoy die gebirgigste der 18 Inseln.